# بول لارسن
بول لارسن هو راكب الكنو دنماركي، ولد في 21 أغسطس 1916 في كوبنهاغن في الدنمارك، وتوفي في 15 يوليو 1990.

## وصلات خارجية
- بول لارسن على موقع أوليمبيديا (الإنجليزية)